# Port lotniczy Choiseul Bay
Port Lotniczy Choiseul Bay (ang. Choiseul Bay Airport) – port lotniczy zlokalizowany w mieście Taro Island, na Wyspach Salomona.

## Linie lotnicze i połączenia
- Solomon Airlines (Gizo, Honiara)